# José Antonio Martín Domínguez
José Antonio Martín Domínguez (Sant Joan Despí, 4 d'abril de 1964) és un exfutbolista català, que ocupava la posició de migcampista. Va ser internacional amb la selecció catalana i amb la selecció espanyola.

## Trajectòria
Format al planter del FC Barcelona, debutaria amb el primer equip dins la jornada de vaga dels futbolistes professionals, a la campanya 84/85. Seria el seu únic encontre amb els blaugrana a la màxima categoria, tot i que romandria al Barcelona Atlètic entre 1986 i 1988.
Després d'un any a la UE Figueres, a l'estiu de 1989 fitxa pel CA Osasuna. Amb els navarresos roman cinc temporades jugant en primera divisió, les tres primers com a titular i les dues darreres com a suplent. En total, va disputar 137 partits i va marcar 10 gols amb l'Osasuna.
Entre 1994 i 1996 va jugar amb l'Atlético Marbella, que militava a la Segona Divisió. El migcampista va ser titular amb els andalusos.

## Selecció
Martín Domínguez va ser internacional en tres ocasions amb la selecció espanyola.